# Кобранов, Николай Петрович
Николай Петрович Кобранов (22 мая 1883, Каменка, Псковская губерния — 7 февраля 1942, Свердловск) — русский и советский лесовод.

## Биография
Родился 22 мая 1883 года в поселении посаде Каменка Холмского уезда Псковской губернии. Отец Н. П. Кобранова был железнодорожным служащим.
Уже в 4 года остался сиротой и был определён в Гатчинский сиротский институт, где проходил обучение с 1887 по 1900 годы. В 1904 году окончил Петербургский лесной институт, получив звание лесовода 1-го разряда.
После окончания обучения много занимался практическим лесоводством, после чего стал преподавателем. С 1915 по 1924 годы работал в Воронежском сельскохозяйственном институте. Занимал должности профессора, помощника ректора, ректора и декана лесохозяйственного факультета.
С 1924 по 1925 годы являлся заместителем директора и профессором кафедры лесоводства Московского лесотехнического института.
С 1925 года и до 1942 года работал в Ленинградской лесотехнической академии, где в разное время был заместителем ректора, заведующим учебной частью, помощником декана и деканом лесохозяйственного факультета, заведующим кафедрой лесных культур. В 1927—1934 годах принимал участие в составлении «Технической энциклопедии» в 26-и томах под редакцией Л. К. Мартенса, автор статей по тематике «лесное хозяйство».
В 1935 году по совокупности своих достижений без защиты диссертации получил степень доктора сельскохозяйственных наук.
В 1942 году во время эвакуации из блокадного Ленинграда Николай Петрович отморозил ноги, вследствие чего последовала их ампутация. Ослабленный недоеданием организм не выдержал нагрузок и Николай Петрович Кобранов скончался в Свердловске 7 февраля 1942 года после тяжёлой болезни.

## Научный вклад
Занимался методологией выращивания лесных культур. Вывел и научно обосновал фазы искусственного возобновительного процесса:
- подготовку лесокультурного материала и территории под лесную культуру,
- производство культуры,
- приживание лесных культур,
- индивидуальный рост и развитие культуры,
- дифференциацию искусственно созданного древостоя по степени господства,
- формирования стволов,
- приспевания,
- спелости.

Занимался также вопросами метеорологии, лесоведения и селекции. В частности, за свои метеорологические работы в 1915 году был избран членом-корреспондентом Главной геофизической обсерватории.

### До начала работы в сельскохозяйственном институте в 1915 г.
- Н. П. Кобранов. Влияние близости грунтовых вод на рост посадок березы (Betula verrucosa) // Лесной журнал : журнал. — типография Спб. Градоначальства, 1908. — Вып. 3. — С. 393—399.
- Н. П. Кобранов. К характеристике типов насаждений в связи с хозяйством Мокшанского лесничества Пензенской губ. // Лесной журнал : журнал. — типография Спб. Градоначальства, 1909. — Вып. 10. — С. 1301—1337.
- «Из области лесного семеноведения» (1910)
- Н. П. Кобранов. Несколько слов о попытках дать объективные методы для изучения некоторых лесоводственных явлений // Лесной журнал : журнал. — типография Спб. Градоначальства, 1911. — Вып. 6. — С. 999—1003.
- Н. П. Кобранов. К вопросу о происхождении болотной сосны // Лесной журнал : журнал. — типо-литография М. П. Фроловой, 1912. — Вып. XXIII. — С. 79—155.

### После начала работы в сельскохозяйственном институте в 1915 г.
- «Из области лесного семеноведения» (1921)
- Н. П. Кобранов. Селекция дуба. — М.: Новая деревня, 1925. — 21 с. — 3000 экз.
- Н. П. Кобранов. Организованная молодежь и «День Леса» // Лесовод : журнал. — М., 1925. — № 3. — С. 3—6.